# Jeszcze dzień, najwyżej dwa
Jeszcze dzień, najwyżej dwa – cover disco polo piosenki Czerwonych Gitar wydany we wrześniu 1998 roku przez zespół Classic.
Wydany przez Classic album To dla was, na którym znajduje się piosenka, w niecały miesiąc osiągnął status platynowej płyty i po niespełna roku osiągnął ponadmilionowy nakład.
Piosenka utrzymywała się na liście przebojów programu Disco Polo Live w telewizji Polsat przez rekordową ilość czasu – aż 55 tygodni, czyli ponad rok, począwszy od 20 lutego 1999, kiedy zadebiutowała, aż do 1 kwietnia 2000. Przez 5 tygodni (od 20.03.1999 do 17.04.1999) utrzymywała się nieprzerwanie na 1 pozycji. Zwycięska passa utrzymywała się jeszcze dłużej od czerwca do sierpnia 1999 r., kiedy piosenka przodowała przez 11 tygodni w DPL.